# 社会生活困難
社会生活困難（しゃかいせいかつこんなん）とは、傷病や障害などで、社会生活が困難であり、援助や保障などが必要な状態を意味する用語である。社会生活困難は、就労困難に加え、役所などでの行政手続きや公共施設などでの利用手続きなども含まれる。

## 概要
医師による診断書や書類などに用い、援助や各種保障などを受ける際に、使用される用語である。
国立障害者リハビリテーションセンターでは、生活訓練プログラムにおいて、効果測定を行い、社会生活困難度の改善を求められるとしている。また、東京都発達障害者支援センターでの発達障害における相談内容として、社会生活困難に関する相談が多いとしている。